# France Winddance Twine

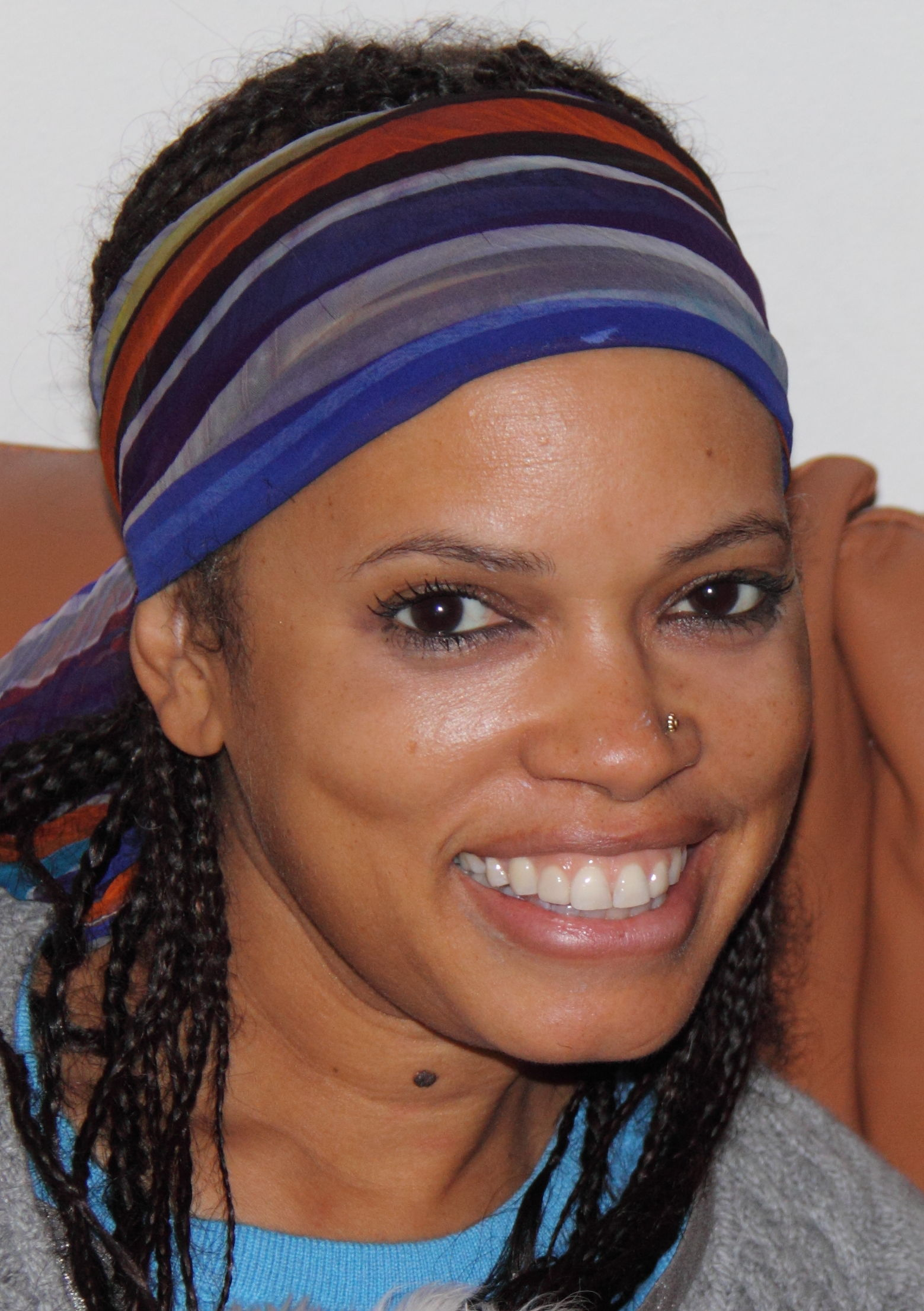
France Winddance Twine (2008)

France Winddance Twine (* 23. Oktober 1960 in Chicago) ist eine US-amerikanische Soziologin indigener Herkunft. Sie ist Professorin an der University of California, Santa Barbara. Ihre Forschungsschwerpunkte sind: Gender Studies, Ungleichheit, Intersektionalität, Critical Race Theory, Feministische Wissenschafts- und Technologiestudien, Sociology of Race, Rassismus und Antirassismus, Arbeit und Organisationen, Visuelle Soziologie.

## Werdegang
Twine ist Angehörige der Creek (Muskogee) Nation of Oklahoma. Sie machte ihr Bachelor-Examen an der Northwestern University in Chicago. An der University of California, Berkeley folgten Master-Abschluss und Promotion (Ph.D.). Von 1994 bis 1997 war Twine Assistant Professor of Women Studies und von 1998 bis 2000 Associate Professor of International Studies & Women Studies an der University of Washington in Seattle. Zeitversetzt war sie von 1997 bis 2002 Assistant to Full Professor of Sociology an der University of California, Santa Barbara und dort seit 2003 Professor of Sociology. Daneben war sie für zwei Jahre (2003–2005) Soziologieprofessorin an der Duke University und 2007 Gastprofessorin am Department of Sociology & The Gender Institute der London School of Economics and Political Science.

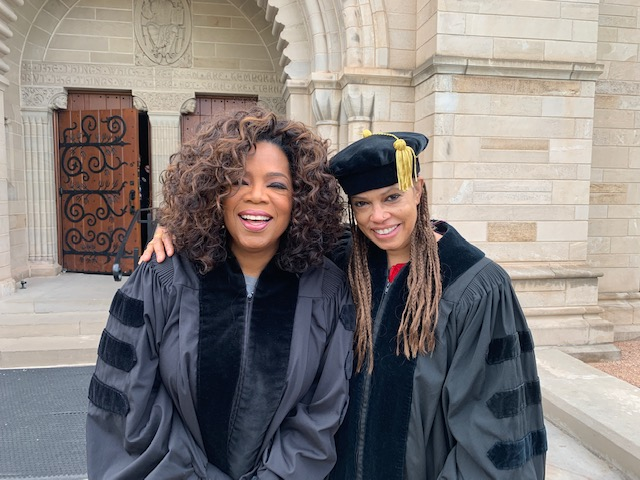
France Winddance Twine mit Oprah Winfrey bei der Verleihung der Ehrendoktorwürde des Colorado College an beide (2019).

Twine bevorzugt Feldforschung und hat diese im Vereinigten Königreich, in Brasilien und in den USA betrieben. Sie hat sich zudem als Dokumentarfilmerin betätigt.
2019 wurde sie mit der Ehrendoktorwürde des Colorado College ausgezeichnet.

## Schriften (Auswahl)
- Outsourcing the womb. Race, class and gestational surrogacy in a global market. 2. Auflage, Routledge, Taylor & Francis Group, New York 2015, ISBN 978-1-13885-580-9.
- Mit Bradley Gardener: Geographies of Privilege. Routledge, New York 2013, ISBN 978-0-41551-961-8.
- Girls with guns. Firearms, feminism, and militarism. Routledge, New York 2013, ISBN 978-0-41551-673-0.
- A white side of black Britain. Interracial intimacy and racial literacy. Duke University Press, Durham 2010, ISBN 978-0-82234-900-6 (mit Fotos von Michael Smyth).
- Racism in a racial democracy. The maintenance of white supremacy in Brazil. Rutgers University Press, New Brunswick 1998; ISBN 0813523648.

## Dokumentarfilme
- Ghana’s Electric Dreams. Modernity and Postcolonial Identity, 2018, 120 Minuten, gemeinsam mit Stephen Miescher.
- Just Black? Multiracial Identity in the U.S., 1991 57 Minuten, gemeinsam mit Warren and F. Ferrandiz.